# ژانیش بلومبرگ
ژانیش بلومبرگ ((به لتونیایی: Žanis Blumbergs)؛ ۲۱ سپتامبر ۱۸۸۹ – ۲۶ آوریل، ۱۹۳۸) یکی از فرماندهان نظامی شوروی بود که در جنگ داخلی روسیه نقش داشت.

## زندگی‌نامه
ژانیش بلومبرگ در ۲۱ سپتامبر ۱۸۸۹ میلادی در استان کورلند در خانواده‌ای از دهقانان لتونیایی به دنیا آمد. تحصیلات ابتدایی خویش را در شهر یلگاوا انجام داد و از سال ۱۹۰۸ به ارتش پیوست.
بلومبرگ در جنگ جهانی اول حضور داشت و فرماندهی یگان‌هایی مانند مسلسل‌چی‌ها یا دیدبانی را به عهده داشت و آخرین درجه او در این دوران سروانی بود. با آغاز جنگ داخلی روسیه او به بلشویک‌ها پیوست و در جبهه‌های شرق و جنوب روسیه فرماندهی یگان‌های مختلفی را به عهده داشت.
پس از پایان جنگ داخلی روسیه، بلومبرگ به خدمت در ارتش سرخ ادامه داد و تحصیلات نظامی مقاطع بالاتر را شروع کرد. از ۱۹۲۴ تا ۱۹۲۶ فرمانده سپاه ۱۱ تفنگدار، از پاییز ۱۹۲۶ بازرس اداره آموزش و رزم ارتش سرخ و از ژوئیه ۱۹۲۹ میلادی دستیار بازرس بخش پیاده‌نظام ارتش سرخ بود. در دهه ۱۹۳۰ میلادی هم سمت‌های گوناگونی را در رده‌های بالای آموزشی و رزمی ارتش شوروی به عهده داشت.
بلومبرگ که دارنده نشان پرچم سرخ هم بود در دوران تصفیه‌های استالینی در ۱۳ دسامبر ۱۹۳۷ میلادی دستگیر شد. دادگاه عالی نظامی اتحاد جماهیر شوروی در ۲۶ آوریل ۱۹۳۸ میلادی او را به اتهام عضویت در یک سازمان ضد شوروی به اعدام محکوم نمود و این حکم در همان روز اجرا شد. سال‌ها بعد در ۱۹ ژوئیه ۱۹۵۷ میلادی از او اعاده حیثیت شد.